# Crossing the Rubicon
Crossing the Rubicon, is een boek van auteur Michael Ruppert waarin beredeneerd wordt dat de Amerikaanse regering meegeholpen heeft bij het organiseren of het uitvoeren van de aanslagen op 11 september 2001. De titel is afgeleid van het historische feit dat Julius Caesar de Rubicon overstak en daarmee -als generaal- impliciet de oorlog verklaarde aan de regering van Rome, aangezien in de wet stond dat er geen generaal met staand leger de Rubicon over mocht steken. Hieruit groeide de zegswijze: "De Rubicon oversteken" en in het Engels: "Crossing the Rubicon", waarmee men bedoelt een betwistbare daad stellen die men niet kan tenietdoen of waarop men onmogelijk kan terugkomen.
Het Engelstalige boek Crossing the Rubicon (ondertitel: the American Empire at the End of the Age of Oil) verscheen in september 2004. 

## Inhoud
Het bevat 600 bladzijden met een uitgebreide analyse van de gebeurtenissen rond 11 september 2001. De redenering is, dat het onmogelijk is dat de aanslagen gepleegd zijn zonder actieve medewerking dan wel mede-organisatie vanuit de Amerikaanse regering. Het boek noemt specifiek vicepresident Dick Cheney als "hoofdverdachte". Het onderzoek van de 9-11 Commissie, dat tot een andere conclusie komt, wordt door Ruppert "doorgestoken kaart" genoemd.
Het boek concentreert zich op getuigenverklaringen van regeringsfunctionarissen zoals Condoleezza Rice en officiële nieuwsberichten die strijdig zouden zijn met de officiële lezing.  
Michael Kane vat het boek als volgt samen: 
- Middelen: De vicepresident van de Verenigde Staten, Dick Cheney, zou via een apart radiokanaal en de Amerikaanse geheime dienst de leiding hebben gegeven aan iets of iemand, om te voorkomen dat de Amerikaanse luchtmacht op meldingen over de vliegtuigkapingen zou reageren.
- Motief: Binnen enkele jaren zou er minder olie (per jaar) gewonnen kunnen worden dan de vraag (bij het huidige prijsniveau). (Doel zou zijn: controle over de grootste olievelden; prijsopdrijving is een voordeel voor olie-maatschappijen.)
- Gelegenheid: precies op 11 september 2001 zou er een oefening zijn uitgevoerd met zogenaamde gekaapte vliegtuigen. Daarbij werden simulaties van radarbeelden gebruikt, zodat verwarring tussen de gesimuleerde en werkelijke kapingen zou zijn ontstaan.

Volgens de auteur zijn er een aantal onjuiste theorieën in omloop over 11 september; deze zouden deels geïnitieerd of gestimuleerd worden door (delen van) de CIA, om verwarring te zaaien omtrent de precieze toedracht en de mate van betrokkenheid van Amerikaanse functionarissen.

## Kritiek op het boek
Het boek heeft de nodige kritiek ontvangen. Volgens Ruppert (december 2005) ontbreekt het echter juist aan kritiek, lovend of afkeurend, op zijn boek, hoewel het inmiddels 100.000 verkochte exemplaren heeft.
Ruppert doet volgens zijn critici nauwelijks zelfstandig onderzoek, maar verzamelt nieuwsberichten en knoopt die als feiten aan elkaar. De hoofdlijn in het boek bestaat uit een tijdlijn die 51 punten met elkaar verbindt. Diverse nieuwsberichten die de punten vormen, zouden door Rupert aantoonbaar verkeerd geciteerd en geïnterpreteerd zijn.